# 238街車站
238街車站（英語：238th Street station）是紐約地鐵IRT百老匯-第七大道線的慢車地鐵站，位於布朗克斯238街及百老匯的交界，設有1號線（任何時候停站）列車服務。

## 車站結構
| P 月台層 | 側式月台，右側開門 | 側式月台，右側開門                        |
| P 月台層 | 北行               | 往范科特蘭公園-242街（總站）              |
| P 月台層 | 尖峰快車           | 無定期服務                                |
| P 月台層 | 南行               | 往南碼頭（231街）                         |
| P 月台層 | 側式月台，右側開門 |                                           |
| M        | 夾層               | 往出入口、車站詢問處、MetroCard自動售票機 |
| G        | 街道               | 出入口                                    |

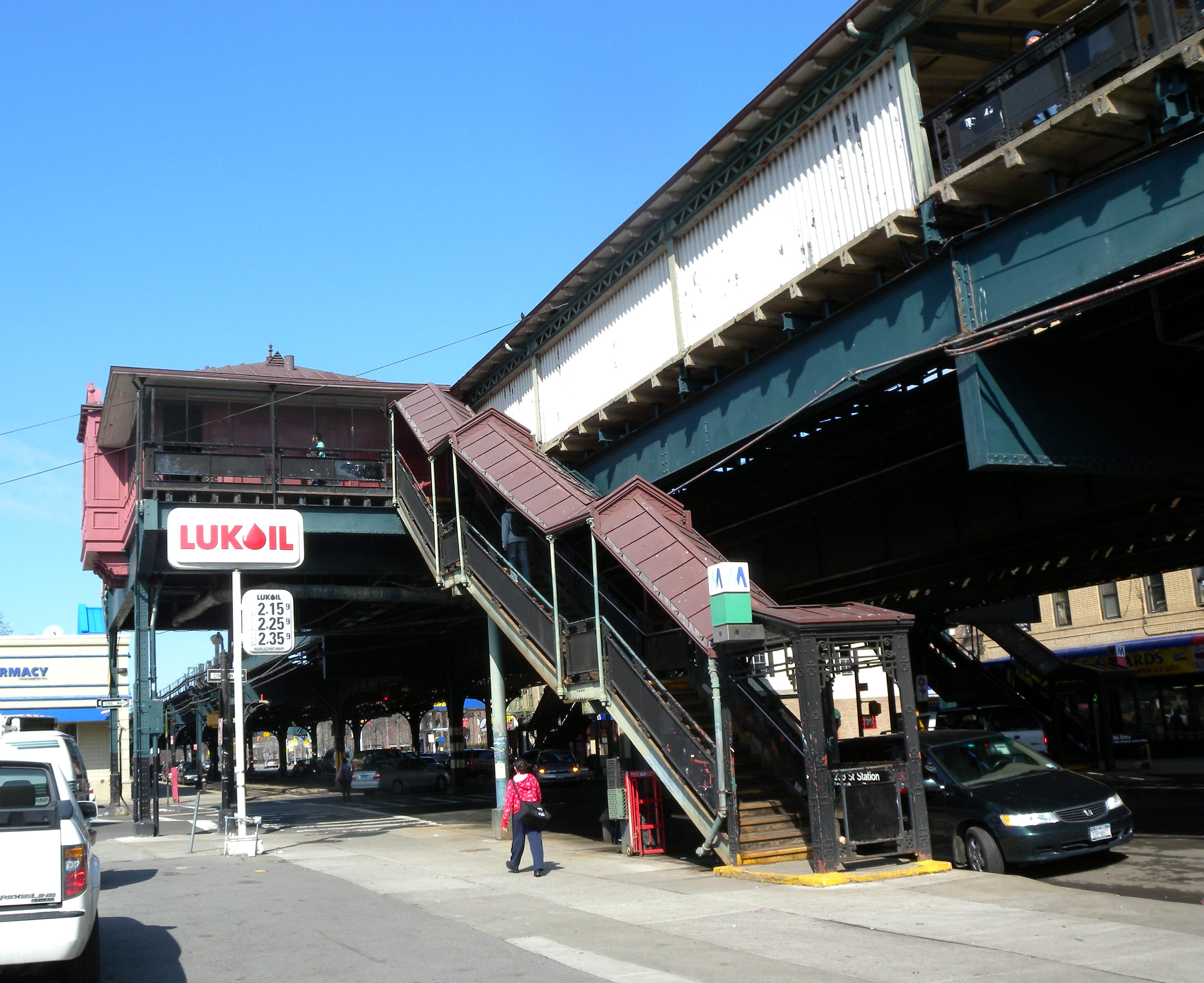
西南側樓梯

此高架車站於1908年8月1日啟用，設有兩個側式月台和三條軌道，中央軌道不營運。1948年7月9日，此站的月台延長至514英呎，容許10節列車停靠，之前只可停靠6節列車。此月台延長工程為一個IRT百老匯-第七大道線5個車站月台延長工程計劃的一部分，共計423,000萬美元。
由於此站向北距離總站只有一個車站，距離較短，因此北行月台只限下車。

## 外部連結
- nycsubway.org—IRT West Side Line: 238th Street
- Station Reporter — 1 Train
- The Subway Nut — 238th Street Pictures（页面存档备份，存于）
- 238th Street entrance from Google Maps Street View
- Platforms from Google Maps Street View （页面存档备份，存于）